# Mosayane 2 Claire
Mosayane 2 Claire, de son vrai nom Mebonde Delphine, est une chanteuse et guitariste camerounaise. 

## Biographie

### Enfance et formation
Mosayane 2 Claire est née le 25 janvier[Quand ?] au Sénégal de parents camerounais.
Elle découvre la musique à l'âge de trois ans et se lance professionnellement dans l’univers artistique en 2007, en suivant les traces de son père.
Après avoir travaillé en studios, prêté sa voix et accompagné divers artistes, en 2017, elle sort un premier single en étant étudiante en cinquième année des Arts du spectacle et de la cinématographie.

### Carrière
Elle est depuis 2018, la vice-présidente de l'association Accord Parfait International.
En mars 2021, Mosayane 2 Claire est invitée pour les 30 ans de carrière d’Annie Anzouer. La même année, elle se produit à l'institut français du Cameroun - antenne de Yaoundé pour présenter son album de sept titres.
En janvier 2022, elle participe à un spectacle organisé par le collectif des managers et bookers du Cameroun. En avril, Mosayane 2 Claire est l'invitée spéciale de la 4ᵉ édition du festival international Kouleur acoustic au Tchad.
Toujours en 2022, elle se produit au palais de la culture d'Abidjan, lors de la 12ᵉ édition du Marché des Arts et du Spectacle d'Abidjan (MASA). Elle termine en novembre au Douala music art festival.
En 2023, Mosayane 2 Claire représente le Cameroun aux 8e Journées Musicales de Carthage en Tunisie. En octobre de la même année elle sort le single Afidi pour parler d'espoir sous de la Bossa nova.

## Discographie

### Singles
- 2017 : Yi Menga Sem[13].
- 2020 : Wetam.
- 2021 : Ebongw'a Londo[14].
- 2023 : Simplement .
- 2023 : Afidi

### Collaborations
- I Cry feat Women art network
- Maman feat SRL

### Album
- 2021 : Appelle moi Mosayane[15].